# 巨指形軟珊瑚
巨指形軟珊瑚（学名：Sinularia grandilobata）为軟珊瑚科指形軟珊瑚屬下的一个种。